# Swainsona plagiotropis
Swainsona plagiotropis är en ärtväxtart som beskrevs av Ferdinand von Mueller. Swainsona plagiotropis ingår i släktet Swainsona och familjen ärtväxter. Inga underarter finns listade i Catalogue of Life.